# K-Rotte
K-Rotte ist eine deutsche Hip-Hop-Band, die in den 1990er Jahren in München gegründet wurde.

## Geschichte
1992 begann der damals 13-jährige Cristofolo Vitti aka „HIK“, geprägt durch den Hip-Hop der frühen 1990er Jahre, Texte zu schreiben. Damit einher ging die Idee der Gründung von K-Rotte als eigener Hip-Hop-Band. 1994 lernte „HIK“ Thomas Reitmeier aka „Mk Chuck der Biber“ kennen, der dieselbe Schule besuchte. Zunächst dienten ihnen Instrumentalversionen verschiedener Bands als musikalische Grundlage für ihre Texte. Im Jahre 1998 entstanden unter dem Namen K-Rotte die ersten Songs der Combo und das erste Demotape „Philosophie für Einsteiger“.
1999 erhielten die beiden Rapper zum ersten Mal das Angebot für einen Auftritt in München und bekamen noch vor ihrem ersten Konzert Zuwachs um einen DJ, Jochen Schlund aka „Professor Dr. Schlund“.
Im Jahr 2000 erschien der erste Tonträger Philosophie für Einsteiger in Form einer EP über die Agentur pilot.media und ihren damaligen Manager Tim Pidun. K-Rotte spielte einige Konzerte in München und Umgebung, wo sich die Band um die Jahrtausendwende einen Namen machte.
Maßgeblich geprägt wurde die Band vor allem durch Musiker wie Kinderzimmer Productions, Fettes Brot und Absolute Beginner sowie Die Fantastischen Vier.
Nach Veröffentlichung der EP bekam K-Rotte die Chance, einen Soundtrack für den Janosch-Kinofilm Emil Grünbär zu produzieren.
Im Jahr 2006 kratzte Prof. Dr. Schlund zum letzten Mal die Platten für die Band und widmete sich anschließend der Produktion elektronischer Musik. 2007 kam der Produzent und DJ Boris Hesky aka Bonz'n Bo als neues Bandmitglied dazu. Die Produktion der CD Sieben Jahre in Lautlos dauerte drei Jahre. Vor allem das Intro des Tonträgers lässt den Einfluss von Kinderzimmer Productions erkennen. Im Jahr 2010 ist das Album auf dem Label FXL-Records erschienen.

## Diskografie

### EPs
- 2000: Philosophie für Einsteiger (pilot.media)

### Alben
- 2010: Sieben Jahre in Lautlos (FXL-Records)

### Singles
- 2015: Paris (FXL-Records)

### Videos
- 2006: Der Kritiker